# Jason Lepine
Jason Lepine (Cornwall, 26 marzo 1985) è un ex hockeista su ghiaccio canadese.

## Carriera
Ha giocato sia in campionati professionistici nordamericani che in Europa. In particolare, in Nord America ha giocato in Central Hockey League (coi Corpus Christi Rayz nella stagione 2006-2007 e nei primi incontri di quella successiva), Southern Professional Hockey League (coi Knoxville Ice Bears per la maggior parte della stagione 2007-2008), International Hockey League (coi Bloomington PrairieThunder dal 2008 al 2010), ECHL (coi Bakersfield Condors nei primi mesi della stagione 2010-2011, coi Toledo Walleye nella seconda parte di stagione e poi nella prima parte della stagione 2013-2014, e coi San Francisco Bulls per alcune settimane tra novembre e dicembre 2013), Ligue Nord-Américaine de Hockey (coi Cornwall River Kings nella stagione 2014-2015) e Federal Hockey League (coi Cornwall Nationals nella stagione 2016-2017). Ha raccolto anche presenze in American Hockey League.
In Europa ha giocato invece nella Extraliga ceca (con l'HC Kladno nella stagione 2011-2012), nella Liiga finlandese (nella prima parte della stagione 2012-2013 con l'JYP e con il suo farm team nella seconda serie, l'JYP-Akatemia), nella tedesca DEL (con gli Iserlohn Roosters nella seconda parte della stagione 2012-2013), nell'Extraliga slovacca (con l'Hockey Club Banska Bystrica nella seconda parte della stagione 2013-2014) e nell'italiana Serie A (con il Fassa nella stagione 2015-2016).